# Héliange mars
Heliangelus mavors
Espèce
Statut de conservation UICN

 LC  : Préoccupation mineure
Statut CITES
L'Héliange mars (Heliangelus mavors) est une espèce de colibri présente en Colombie et au Venezuela. D'après Alan P. Peterson, c'est une espèce monotypique.

## Habitats
Ses habitats sont les forêts tropicales et subtropicales humides de hautes altitudes ; les végétations de broussailles sèches ou de hautes altitudes ; et les prairies de hautes altitudes. On la trouve aussi sur les sites d'anciennes forêts lourdement dégradées et sur les terres de pâturage.

Carte de répartition de l'espèce